# 潮南高速公路
潮州－南昌高速公路，中国国家高速公路网编号为G1535，起点在潮州，途经梅州、平远、武平、长汀、宁化、建宁、南丰、宜黄、崇仁，终点在南昌。

## 道路概况

### 广东段
潮州至梅州大埔上径枢纽为大潮高速公路，大埔上径枢纽以北段至粤闽界规划中。

### 福建段
规划中，经过龙岩市，三明市，即原浦武高速公路建宁至武平段。

### 江西段
规划中，为南昌至南丰高速公路。